# Békés (historisch comitaat)
Het comitaat Békés (Duits: Komitat Bekesch) was een historisch comitaat in het midden van het koninkrijk Hongarije. Dit comitaat bestond vanaf de 13e eeuw tot 1950 in zijn historische context. Het huidige comitaat Békés (comitaat) is groter dan het historische comitaat, omdat bij de herstructurering in 1950 ook gebieden zijn toegevoegd van de historische comitaten Csanád-Arad-Torontál (het noordelijke deel ervan) , Bihar (de stoeldistrichten rondom Sarkad en Okány) en een klein deel van het historische comitaat Jász-Nagykun-Szolnok (het stoeldistrict Dévaványa).

## Ligging

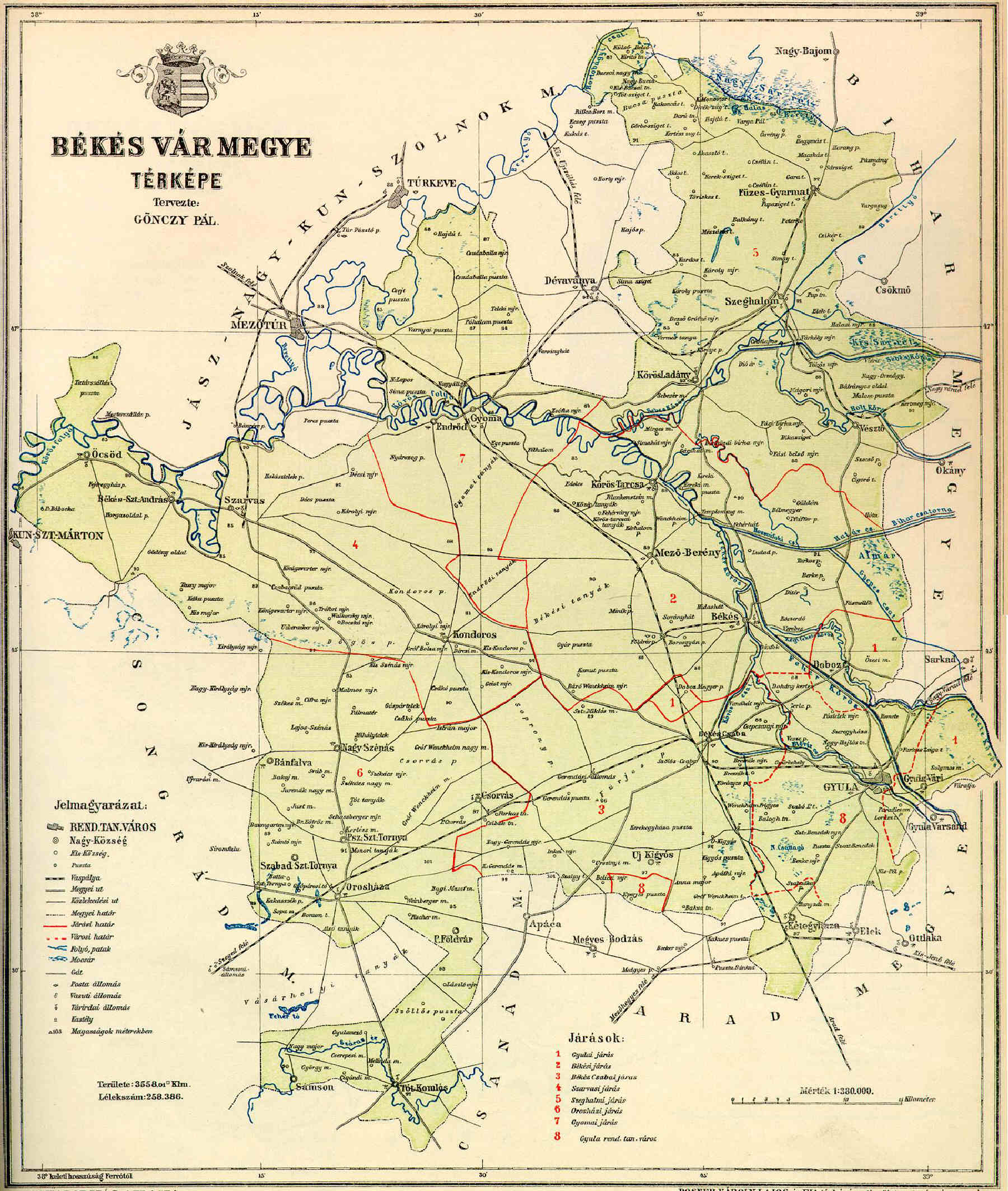
Kaart van het comitaat Békés in 1890

Het comitaat grensde aan de comitaten Csanád, Csongrád (historisch comitaat), Jász-Nagykun-Szolnok (historisch comitaat) , Bihar (comitaat) en Arad (comitaat). Het gebied maakte deel uit van de Grote Hongaarse Laagvlakte en was vlak. De rivier de Körös / Criș / Kreisch en enkele kleinere bronrivieren, zoals de Witte Körös, Zwarte Körös en Snelle Körös stroomde door het gebied. Het gebied maakte in bredere zin, deel uit van de Crișana / Körösvidék / Kreischgebiet (maar wordt om politieke redenen niet zo genoemd) en dat is weer een gebied dat historisch deel uit maakte van de Hongaarse streek Partium / Részek.

## Districten
| Stoeldistrict | Hoofdplaats                     |
| ------------- | ------------------------------- |
| Békés         | Békés / Bekesch                 |
| Békéscsaba    | Békéscsaba / Tschabe            |
| Gyula         | Gyula / Deutsch-Jula            |
| Gyoma         | Gyoma , het huidige Gyomaendrőd |
| Orosháza      | Orosháza                        |
| Szarvas       | Szarvas / Hirschfeld            |
| Szeghalom     | Szeghalom                       |
| Stadsdistrict |                                 |
| Gyula         | Gyula / Deutsch-Jula            |